# 29 janvier 2011
Le samedi 29 janvier 2011 est le 29e jour de l'année 2011.

## Décès
- Milton Babbitt (né le 10 mai 1916), compositeur américain
- José Llopis Corona (né le 4 juin 1918), footballeur espagnol
- Aleksander Abłamowicz (né le 12 mai 1932), universitaire polonais
- Joerg Ortner (né le 15 mars 1940), graveur et peintre autrichien

## Autres événements
- Sortie du film Cold Fish au Japon
- Sortie du film Gantz
- Diffusion télé de Mega Python vs. Gatoroid
- Tirage au sort de la Semaine des As 2011
- Sortie à Belgrade du film Il était une fois en Yougoslavie : Cinema Komunistotggffff
- 56e cérémonie des Filmfare Awards
- Début du Tournoi d'ouverture du championnat du Paraguay de football 2011
- Début du Championnat de Malaisie de football 2011
- La Loi de Goodnight
- Première diffusion du téléfilm Super Tanker